# Udo Becker

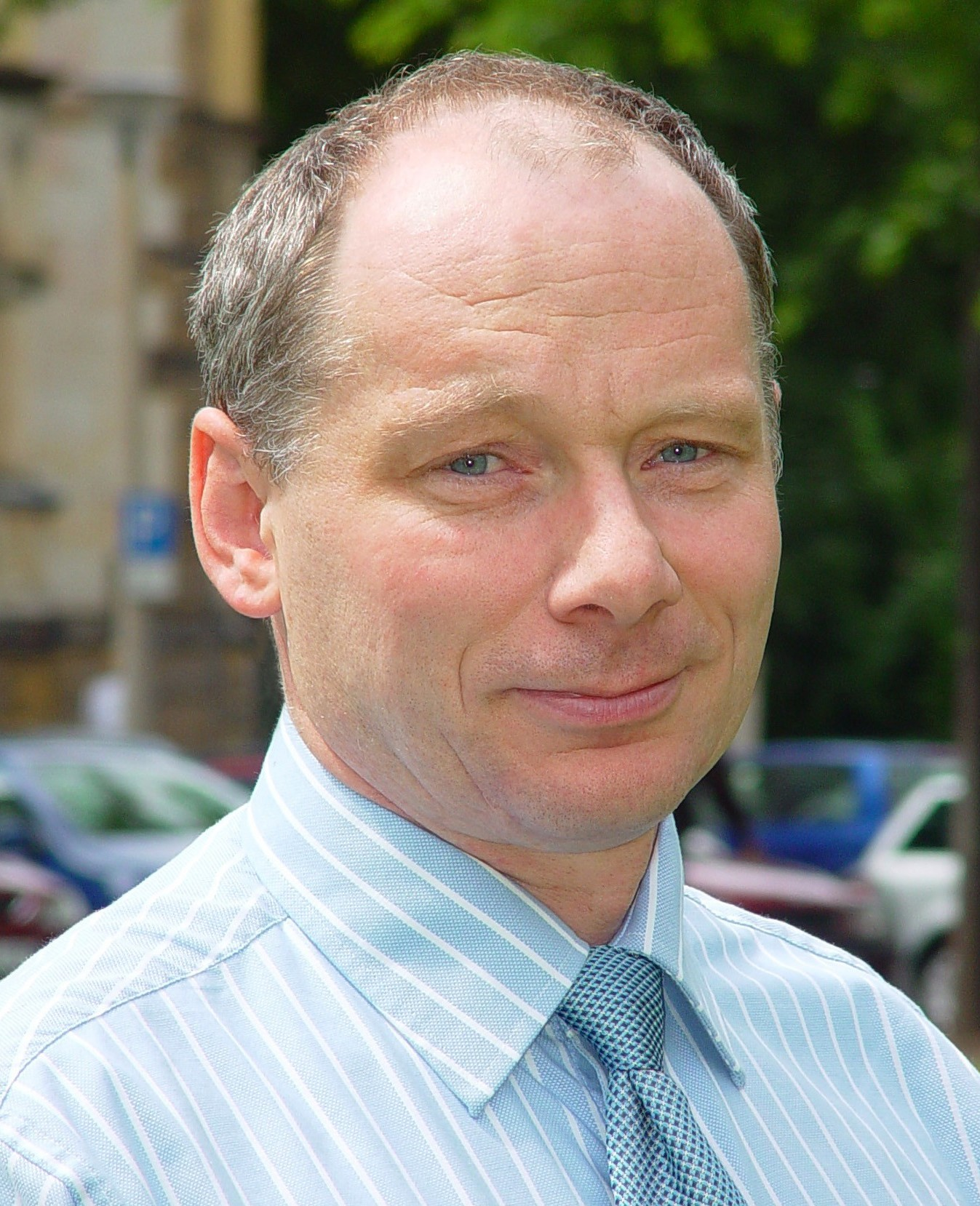
Udo Becker (2007)

Udo Becker (Udo Jürgen Becker; * 13. August 1957 in Schwenningen) war Professor und Inhaber des Lehrstuhls für Verkehrsökologie am Institut für Verkehrsplanung und Straßenverkehr an der Fakultät Verkehrswissenschaften „Friedrich List“ der Technischen Universität Dresden. Bis zu seinem Eintritt in den Ruhestand am 30. September 2021, war er neben Jochen Eckart an der Hochschule Karlsruhe, Inhaber einer von zwei Professuren für Verkehrsökologie in Deutschland.

## Leben
Becker studierte von 1977 bis 1983 Wirtschaftsingenieurwesen an der Universität Karlsruhe. Nach dem Diplom verbrachte er ein akademisches Jahr an der Ohio State University. Während seiner Arbeit als wissenschaftlicher Angestellter am Institut für Verkehrswesen der TH Karlsruhe (1984–1990) promovierte Becker 1988 über das Thema Beobachtung des Straßenverkehrs vom Flugzeug aus zum Doktor der Ingenieurwissenschaften.
Von 1990 bis 1994 arbeitete er als Projektleiter im Verkehrsbereich für die Prognos AG. Zwischen 1992 und 1999 war Becker ferner als Dozent für Verkehrsökonomie am Wirtschaftswissenschaftlichen Zentrum der Universität Basel tätig.
Anfang 1994 wurde er auf die Professur für Verkehrsökologie nach Dresden berufen, dem bis heute weltweit einzigen Lehrstuhl für dieses Fachgebiet an einer Universität. Die Professur unterscheidet zwei Forschungsschwerpunkte der Verkehrsökologie:
- Kurzfristig/Lokal – Direkte Wirkungen des Verkehrs auf die Umwelt: Messverfahren, Instrumente und Modelle zu Energieverbrauch, Abgas-, Schadstoff- und CO2-Emissionen, Lärm, Flächeninanspruchnahme, Boden- und Wasserverschmutzung usw.
- Langfristig/Global – Grundlagen des Verkehrs und indirekte Wirkungen: Nachhaltigkeit im Verkehr (sustainable mobility), Tragfähigkeitsgrenzwerte, langfristige Ausrichtung und Veränderbarkeit unserer Verkehrssysteme und Verhaltensweisen, Verkehrserzeugende Faktoren, wegebauinduzierter Verkehr, Angebots- und Nachfrageeinflüsse, externe und interne Kosten, lokale Agenden."[3]

1996 zählte er dort zu den Gründungsmitgliedern des Dresdner Instituts für Verkehr und Umwelt (DIVU), eines eingetragenen Vereins, zu dessen Vorstand er derzeit gehört. Becker galt als entschiedener Gegner des Baus der Waldschlößchenbrücke und war im Planfeststellungsverfahren als Gutachter für die Grüne Liga Sachsen tätig.
Seine Nachfolge als Inhaber der Professur für Verkehrsökologie trat im September 2022 Jens Borken-Kleefeld an.
Becker war Mitglied im Wissenschaftlichen Beirat des Verkehrsclubs Deutschland. Er ist verheiratet und Vater von fünf Kindern.

## Schriften (Auswahl)
- Beobachtung des Strassenverkehrs vom Flugzeug aus. Eigenschaften, Berechnung und Verwendung von Verkehrsgrössen. Institut für Verkehrswesen, Karlsruhe 1989.
- mit Regine Gerike und Andreas Völlings: Gesellschaftliche Ziele von und für Verkehr. Studie im Auftrag der Dr.-Joachim-und-Hanna-Schmidt-Stiftung für Verkehr und Umwelt. DIVU, Dresden 1999.
- mit Andreas Rau: Konzept einer nachhaltigen Verkehrsplanung., in: Tilman Bracher et al. (Hrsg.): Handbuch der kommunalen Verkehrsplanung; 38. Ergänzungslieferung. Berlin/Offenbach 2004.
- mit Regine Gerike und Juliane Böhmer (Hrsg.): How to define and measure access and need satisfaction in transport. Papers from the ESF Exploratory Workshop, Dresden 27–28 September 2007. DIVU, Dresden 2008, ISBN 978-3-9807994-2-3.
- mit Regine Gerike und Matthias Winter: Grundwissen Verkehrsökologie. DIVU, Dresden 2009, ISBN 978-3-9807994-3-0.
- mit Thilo Becker und Julia Gerlach: Externe Autokosten in der EU-27 Überblick über existierende Studien, Dresden Oktober 2012.[7]